# Hemerobius striatulus
Hemerobius striatulus is een insect uit de familie van de bruine gaasvliegen (Hemerobiidae), die tot de orde netvleugeligen (Neuroptera) behoort. 
Hemerobius striatulus is voor het eerst wetenschappelijk beschreven door Fabricius in 1775.